# Eduard d'Alton
Johann Samuel Eduard d'Alton, född 17 juli 1803 och död 25 juli 1854, var en tysk anatom, son till Eduard Joseph d’Alton.
d'Alton blev 1827 professor i anatomi vid konstakademin i Berlin, 1834 i Halle. Han skrev bland annat en Handbuch der vergleichenden Anatomie des Menschen (1850) och om nervsystemet hos fiskar samt utgav tillsammans med Hermann Burmeister Der fossile Gavial von Boll in Württemberg (1854).